# Baseball-Bundesliga 1966
Die Baseball-Bundesliga 1966 war die zweite Saison der Baseball-Bundesliga vor der Unterbrechung des Spielbetriebs nach der Saison 1970. Die deutsche Meisterschaft gewann der VfR Mannheim zum zweiten Mal in Folge.

## Tabellenstand am Ende der Saison
|    | Team                       | G | V | Pct. | GB |
| -- | -------------------------- | - | - | ---- | -- |
| 1. | VfR Mannheim               | 7 | 1 | .875 | 0  |
| 2. | TB Germania Mannheim       | 5 | 3 | .625 | 2  |
| 3. | Rot-Weiß Darmstadt Colt 45 | 5 | 3 | .625 | 2  |
| 4. | Bayern München             | 3 | 5 | .375 | 4  |
| 5. | SV Waldhof                 | 0 | 8 | .000 | 7  |